# Prologue du Tour de France 1985
 (février 2022).
Si vous disposez d'ouvrages ou d'articles de référence ou si vous connaissez des sites web de qualité traitant du thème abordé ici, merci de compléter l'article en donnant les références utiles à sa vérifiabilité et en les liant à la section « Notes et références ».
Pour un article plus général, voir Tour de France 1985.
Le prologue du Tour de France 1985 a eu lieu le 28 juin 1985 à Plumelec, dans le département du Morbihan, sur une distance de 6,8 km. Il est remporté par Bernard Hinault en 8 min et 57 s. Sur ses terres, le breton, quadruple vainqueur de l’épreuve, frappe un grand coup et affiche ses ambitions dès le premier jour. Il devance le belge Eric Vanderaerden de 4 s et l’irlandais Stephen Roche de 14 s.

## Parcours
Tracé autour de la petite ville bretonne, le parcours est en forme de cuvette, avec trois parties bien distinctes : les 3 premiers kilomètres sont en descente, le long de la D.1, avant un long faux-plat de plus de 2 km pour rejoindre l’exigeante montée finale de Cadoudal (1,4 km à 6% de moyenne). Classée en 3ème catégorie, cette côte offre des points au classement du meilleur grimpeur pour le coureur réalisant le meilleur temps d’ascension.
La rampe de départ est fixée place de l’église, à hauteur de l’Hôtel de Ville.
C’est la 2e fois que Plumelec accueille le Tour de France, trois ans après avoir organisé à la dernière minute un contre la montre par équipes lors du Tour 1982. Initialement prévue dans le Nord de la France entre Orchies et Fontaine au Pire, l’étape avait dû être annulée en raison d’une grosse manifestation de sidérurgistes.

## Déroulement de l’étape
Devant une foule record (la presse parle de plus de 100.000 spectateurs), les 180 coureurs défilent de minute en minute.
Le premier incident a lieu quand le belge Fons De Wolf (Fagor) manque le départ et se présente avec plus de 5 minutes de retard sur la rampe de départ. Il sera éliminé par les commissaires, arrivé hors délai, malgré ses explications concernant des problèmes techniques.
Sur ce parcours exigeant, le canadien Steve Bauer (La Vie Claire) réalise le premier vrai temps de référence et domine le classement un long moment avant l’arrivée des cadors, tels son coéquipier Greg LeMond ou l’irlandais Stephen Roche. Mais c’est le belge Eric Vanderaerden (Panasonic) qui sera le premier à passer sous la barre des 9 minutes, avant que Bernard Hinault (La Vie Claire), survolté par l’événement sur ses terres bretonnes ne mettent tout le monde d’accord en 8 min 47 s.
Le quadruple vainqueur du Tour de France rafle la mise à tous les niveaux en s’emparant du maillot jaune, du maillot vert et du maillot à pois de meilleur grimpeur après avoir réalisé le meilleur temps dans la montée finale de Cadoudal. Son équipe, La Vie Claire-Radar classe 4 coureurs dans les 10 premiers.
Avec l’absence du double vainqueur sortant Laurent Fignon, le « blaireau » se pose d’entrée de jeu comme le favori, ce qui lui permettrait d’égaler Jacques Anquetil et Eddy Merckx avec 5 victoires au classement général final.

## Résultats

### Classement de l’étape
| \| Classement de l'étape \| Classement de l'étape \| Classement de l'étape \| Classement de l'étape \| Classement de l'étape \| \| Coureur \| Coureur \| Pays \| Équipe \| Temps \| \| --------------------- \| --------------------- \| --------------------- \| ---------------------- \| --------------------- \| \| 1er \| Bernard Hinault \| France \| La Vie claire-Radar \| 8 min 47 s \| \| 2e \| Eric Vanderaerden \| Belgique \| Panasonic-Raleigh \| + 4 s \| \| 3e \| Stephen Roche \| Irlande \| La Redoute-Cycles MBK \| + 14 s \| \| 4e \| Phil Anderson \| Australie \| Panasonic-Raleigh \| + 19 s \| \| 5e \| Greg LeMond \| États-Unis \| La Vie claire-Radar \| + 21 s \| \| 6e \| Steve Bauer \| Canada \| La Vie claire-Radar \| + 24 s \| \| 7e \| Allan Peiper \| Australie \| Peugeot-Shell-Michelin \| + 24 s \| \| 8e \| Pello Ruiz Cabestany \| Espagne \| Orbea-Gin MG \| + 25 s \| \| 9e \| Kim Andersen \| Danemark \| La Vie claire-Radar \| + 25 s \| \| 10e \| Pascal Poisson \| France \| Renault-Elf \| + 27 s \| |                      |            |                        |            |
| |                      |            |                        |            |
| |                      |            |                        |            |
| Classement de l'étape |                      |            |                        |            |
| Coureur | Coureur              | Pays       | Équipe                 | Temps      |
| 1er | Bernard Hinault      | France     | La Vie claire-Radar    | 8 min 47 s |
| 2e | Eric Vanderaerden    | Belgique   | Panasonic-Raleigh      | + 4 s      |
| 3e | Stephen Roche        | Irlande    | La Redoute-Cycles MBK  | + 14 s     |
| 4e | Phil Anderson        | Australie  | Panasonic-Raleigh      | + 19 s     |
| 5e | Greg LeMond          | États-Unis | La Vie claire-Radar    | + 21 s     |
| 6e | Steve Bauer          | Canada     | La Vie claire-Radar    | + 24 s     |
| 7e | Allan Peiper         | Australie  | Peugeot-Shell-Michelin | + 24 s     |
| 8e | Pello Ruiz Cabestany | Espagne    | Orbea-Gin MG           | + 25 s     |
| 9e | Kim Andersen         | Danemark   | La Vie claire-Radar    | + 25 s     |
| 10e | Pascal Poisson       | France     | Renault-Elf            | + 27 s     |

## Classements à l'issue de l'étape

### Classement général
| \| Classement général \| Classement général \| Classement général \| Classement général \| Classement général \| \| Coureur \| Coureur \| Pays \| Équipe \| Temps \| \| ------------------ \| -------------------- \| ------------------ \| ---------------------- \| ------------------ \| \| 1er \| Bernard Hinault \| France \| La Vie claire-Radar \| 8 min 47 s \| \| 2e \| Eric Vanderaerden \| Belgique \| Panasonic-Raleigh \| + 4 s \| \| 3e \| Stephen Roche \| Irlande \| La Redoute-Cycles MBK \| + 14 s \| \| 4e \| Phil Anderson \| Australie \| Panasonic-Raleigh \| + 19 s \| \| 5e \| Greg LeMond \| États-Unis \| La Vie claire-Radar \| + 21 s \| \| 6e \| Steve Bauer \| Canada \| La Vie claire-Radar \| + 24 s \| \| 7e \| Allan Peiper \| Australie \| Peugeot-Shell-Michelin \| + 24 s \| \| 8e \| Pello Ruiz Cabestany \| Espagne \| Orbea-Gin MG \| + 25 s \| \| 9e \| Kim Andersen \| Danemark \| La Vie claire-Radar \| + 25 s \| \| 10e \| Pascal Poisson \| France \| Renault-Elf \| + 27 s \| |                      |            |                        |            |
| |                      |            |                        |            |
| |                      |            |                        |            |
| Classement général |                      |            |                        |            |
| Coureur | Coureur              | Pays       | Équipe                 | Temps      |
| 1er | Bernard Hinault      | France     | La Vie claire-Radar    | 8 min 47 s |
| 2e | Eric Vanderaerden    | Belgique   | Panasonic-Raleigh      | + 4 s      |
| 3e | Stephen Roche        | Irlande    | La Redoute-Cycles MBK  | + 14 s     |
| 4e | Phil Anderson        | Australie  | Panasonic-Raleigh      | + 19 s     |
| 5e | Greg LeMond          | États-Unis | La Vie claire-Radar    | + 21 s     |
| 6e | Steve Bauer          | Canada     | La Vie claire-Radar    | + 24 s     |
| 7e | Allan Peiper         | Australie  | Peugeot-Shell-Michelin | + 24 s     |
| 8e | Pello Ruiz Cabestany | Espagne    | Orbea-Gin MG           | + 25 s     |
| 9e | Kim Andersen         | Danemark   | La Vie claire-Radar    | + 25 s     |
| 10e | Pascal Poisson       | France     | Renault-Elf            | + 27 s     |

### Classement par points
| Classement par points | Classement par points | Classement par points | Classement par points | Classement par points |
| Coureur               | Coureur               | Pays                  | Équipe                | Points                |
| --------------------- | --------------------- | --------------------- | --------------------- | --------------------- |
| 1er                   | Bernard Hinault       | France                | La Vie claire-Radar   | 25 pts                |
| 2e                    | Eric Vanderaerden     | Belgique              | Panasonic-Raleigh     | 24 pts                |
| 3e                    | Stephen Roche         | Irlande               | La Redoute-Cycles MBK | 23 pts                |
| 4e                    | Phil Anderson         | Australie             | Panasonic-Raleigh     | 22 pts                |
| 5e                    | Greg LeMond           | États-Unis            | La Vie claire-Radar   | 21 pts                |

### Classement du meilleur grimpeur
| Classement de la montagne | Classement de la montagne | Classement de la montagne | Classement de la montagne    | Classement de la montagne |
| Coureur                   | Coureur                   | Pays                      | Équipe                       | Points                    |
| ------------------------- | ------------------------- | ------------------------- | ---------------------------- | ------------------------- |
| 1er                       | Bernard Hinault           | France                    | La Vie claire-Radar          | 7 pts                     |
| 2e                        | Luis Herrera              | Colombie                  | Varta-Café de Colombia-Mavic | 5 pts                     |
| 3e                        | Eric Vanderaerden         | Belgique                  | Panasonic-Raleigh            | 4 pts                     |
| 4e                        | Stephen Roche             | Irlande                   | La Redoute-Cycles MBK        | 3 pts                     |
| 5e                        | Antonio Agudelo           | Colombie                  | Varta-Café de Colombia-Mavic | 2 pts                     |

### Classement du meilleur jeune
| Classement du meilleur jeune | Classement du meilleur jeune | Classement du meilleur jeune | Classement du meilleur jeune | Classement du meilleur jeune |
| Coureur                      | Coureur                      | Pays                         | Équipe                       | Temps                        |
| ---------------------------- | ---------------------------- | ---------------------------- | ---------------------------- | ---------------------------- |
| 1er                          | Steve Bauer                  | Canada                       | La Vie claire-Radar          | 9 min 11 s                   |
| 2e                           | Pello Ruiz Cabestany         | Espagne                      | Orbea-Gin MG                 | + 1 s                        |
| 3e                           | Thierry Marie                | France                       | Renault-Elf                  | + 5 s                        |

### Classement par équipes
| Classement par équipes | Classement par équipes | Classement par équipes | Classement par équipes |
| Équipe                 | Équipe                 | Pays                   | Temps                  |
| ---------------------- | ---------------------- | ---------------------- | ---------------------- |
| 1re                    | La Vie claire-Radar    | France                 | 27 min 06 s            |
| 2e                     | Panasonic-Raleigh      | Pays-Bas               | + 18 s                 |
| 3e                     | La Redoute-Cycles MBK  | France                 | + 36 s                 |